# Campeonato de Portugal de 1927–28
O Campeonato de Portugal 1927–28 foi a 7ª edição do Campeonato de Portugal. O Carcavelinhos venceu esta edição.

## Participantes
- Algarve (1): Lusitano VRSA
- Aveiro (1): Beira-Mar
- Beja (1): Luso Beja
- Braga (2): Braga, Sporting Fafe
- Coimbra (1): Académica
- Lisboa (7): Belenenses, União de Lisboa, Casa Pia, Sporting, Benfica, Carcavelinhos FC, SC Império
- Madeira (1): União Madeira
- Porto (5): Porto, Salgueiros, Sport Progresso, Leça, Boavista
- Santarém (1): Torres Novas
- Setúbal (3): Vitória de Setúbal, Barreirense, Comércio e Indústria
- Viana do Castelo (1): SC Vianense
- Vila Real (1): Vila Real
- Viseu (1): Lusitano FC

## 1ª Eliminatória
As partidas foram disputadas a 4 de março de 1928.
|                    | Resultado |                      |
| ------------------ | --------- | -------------------- |
| Barreirense        | 3 - 0     | União de Lisboa      |
| Beira-Mar          | 3 - 2     | Progresso            |
| Vianense           | 1 - 2     | Salgueiros           |
| Boavista           | 8 - 0     | Lusitano FC          |
| Belenenses         | 7 - 1     | Luso Beja            |
| Sporting Fafe      | 2 - 1     | Académica            |
| Casa Pia           | 2 - 1     | Comércio e Indústria |
| Porto              | 13 - 1    | Vila Real            |
| Leça               | 2 - 1     | Braga                |
| Sporting           | 18 - 0    | Torres Novas         |
| Vitória de Setúbal | 6 - 1     | Lusitano VRSA        |

## Oitavos de final
As partidas foram disputadas a 6 de maio de 1928
|               | Resultado |                    |
| ------------- | --------- | ------------------ |
| Leça          | 1 - 8     | Belenenses         |
| Beira-Mar     | 0 - 3     | Carcavelinhos FC   |
| Sporting Fafe | 1 - 6     | Benfica            |
| Salgueiros    | 2 - 1     | Porto              |
| Casa Pia      | 0 - 2     | Barreirense        |
| Boavista      | 2 - 4     | Vitória de Setúbal |
| Sporting      | 4 - 1     | SC Império         |

## Quartos de final
As partidas foram disputadas as 13 de maio de 1928.
|            | Resultado |                    |
| ---------- | --------- | ------------------ |
| Salgueiros | 1 - 8     | Carcavelinhos FC   |
| Benfica    | 4 - 3     | União Madeira      |
| Sporting   | 5 - 0     | Barreirense        |
| Belenenses | 1 - 4     | Vitória de Setúbal |

## Meias-finais
As partidas foram disputadas a 24 de junho de 1928
|                  | Resultado |                    |
| ---------------- | --------- | ------------------ |
| Carcavelinhos FC | 3 - 0     | Benfica            |
| Sporting         | 3 - 1     | Vitória de Setúbal |

## Final
| 30 de junho de 1928 | Carcavelinhos                                 | 3 – 1     | Sporting            | Campo da Palhavã, Lisboa      |
|                     | José Domingues 20' 53' · Manuel Rodrigues 75' | Relatório | 52' Abrantes Mendes | Árbitro: Silvestre Rosmaninho |